# Polypedilum tamaharaki
Polypedilum tamaharaki är en tvåvingeart som beskrevs av Sasa 1983. Polypedilum tamaharaki ingår i släktet Polypedilum och familjen fjädermyggor. Inga underarter finns listade i Catalogue of Life.